# Доде, Гвендолин
Гвендолин Доде (фр. Gwendoline Daudet род. 28 ноября 1998, Ножан-сюр-Марн) — французская шорт-трекистка. Серебряная призёр чемпионата мира 2021 года в эстафете. Призёр чемпионата Европы 2018 и двукратная чемпионка Европы 2021 и 2025 годов в эстафете.

## Спортивная карьера
Гвендолин Доде начала заниматься шорт-треком в возрасте 9 лет в Фонтене-су-Буа, позже переехала в национальный центр конькобежного спорта в Фон-Ромё, где находится главная тренировочная база по шорт-треку. Её тренирует  бывший конькобежец национальной сборной Людовик Матье. Уже с 2008 года участвовала в разных соревнованиях среди девочек. В 2013 году заняла третье место на чемпионате Франции среди девушек младшей группы. В декабре 2014 участвовала на взрослом национальном чемпионате и стала 6-й в общем зачёте.
В 2016 году на юниорском чемпионате Франции выиграла серебро в многоборье, а следом участвовала на юниорском чемпионате мира в Софии в эстафете и заняла 8-е место. На следующий год вновь стала второй среди юниоров Франции, в январе на чемпионате Европы в Турине заняла 5-е место в эстафетной гонке. В 2018 году на чемпионате Европы в Дрездене выиграла бронзу в эстафете с Вероник Пьеррон, Тифани Уо-Маршан и Сельмой Паутсма. В конце года заняла третье место на национальном первенстве. В начале января на чемпионате Европы в Дордрехте с командой стали 4-ми в эстафете. В 2021 году на европейском чемпионате в Гданьске выиграла золотую медаль в эстафете, а в марте на чемпионате мира в Дордрехте завоевала серебро эстафеты, проиграв только Нидерландам.
Гвендолин Доде закончила Университет Тулузы и получила степень по истории, любит выпечку.